# Victor Kiernan
Victor Gordon Kiernan (Mánchester, 4 de septiembre de 1913-17 de febrero de 2009) fue un historiador británico, de orientación marxista, profesor en la Universidad de Edimburgo.

## Biografía
Nacido en Ashton-on-Mersey, en Cheshire, Kiernan fue uno de los tres hijos de Ella Young y John Edward Kiernan, que ejerció de traductor de español y portugués. Su familia provenía de una tradición religiosa congregacionalista y no conformista que después Kiernan sugirió que tuvo un papel en su formación socialista y la de muchos del grupo de historiadores del Partido Comunista fundado en 1946.
Estudiante de la Manchester Grammar School, Kiernan desarrolló una pasión por los clásicos, ya que añadió griego y latín antiguo a las lenguas europeas modernas que ya había aprendido en casa. Con la ayuda de tres nuevas becas, pasó el Trinity College, en Cambridge, donde consiguió un First-in-star First in History. Ahí permaneció durante siete años, primero como estudiante, luego como licenciado e investigador y desde 1937, como miembro (fellow), siempre con excepcional brillo. En 1934, año de su licenciatura, ingresó en el Partido Comunista, en el que permanecería 25 años. Su primer libro, British Diplomacy in China 1880-1885 (1939), ya anunciaba su interés por el mundo exterior en Europa. [2]
Estudió el imperialismo en diversas de sus facetas. Miembro del grupo de historiadores del Partido Comunista de Gran Bretaña, su obra más destacada fue The Lords of Human Kind: Black Man, Yellow Man and White Man in an Age of Empire (Weidenfeld and Nicolson, 1969). También fue autor de obras como British Diplomacy in China, 1880 to 1885 (Cambridge University Press, 1939), The Revolution of 1854 in Spanish History (The Clarendon Press, 1966), Marxism and Imperialism (1974), America: The New Imperialism from White Settlement to World Hegemony (1978), From Conquest to Collapse: European Empires from 1815 to 1960 (Pantheon, 1982), Imperialism and Its Contradictions (Routledge, 1995) o Horace: Poetics and Politics (St. Martin's Press, 1999), entre otras.